# 视宁度

說明來自遙遠恆星的光波陣面如何被大氣中的湍流混合層擾動的示意圖。繪製的波陣面的垂直尺度被高度誇大了。

視寧度在天文學中是指由於地球大氣層中的湍流導致的天體的影像的劣化，這種劣化可能會以模糊、閃爍或可變扭曲的形式顯現出來。這種效應的起源是從物體到探測器的光路上光學折射率的快速變化。在用望遠鏡進行天文觀測時，視寧度是角分辨率的一個主要限制限制因素，否則也會受到望遠鏡孔徑大小的繞射限制。如今，許多科學用的大型地面望遠鏡都包括調適光學系統，以克服視寧度的障礙。
視寧度强度通常由恆星（「視覺盤」）的長曝光影像的角直徑或弗萊德參數「r0」來表示。視覺盤的直徑是其光强度的半峰全寬。在這種情況下，幾十毫秒的曝光時間可以被認為是「長」的。弗萊德參數描述了一個假想望遠鏡孔徑的大小，其繞射極限角分辨率等於視覺極限分辨率。視覺盤的大小和弗萊德參數兩者都取決於光學波長，但通常將其指定為500納米。
小於0.4弧秒的視覺盤或大於30cm的弗萊德參數可以被認為是極好的視寧度。最佳條件通常出現在小島上的高海拔天文台，如莫纳克亚天文台或拉帕爾馬。

## 影響

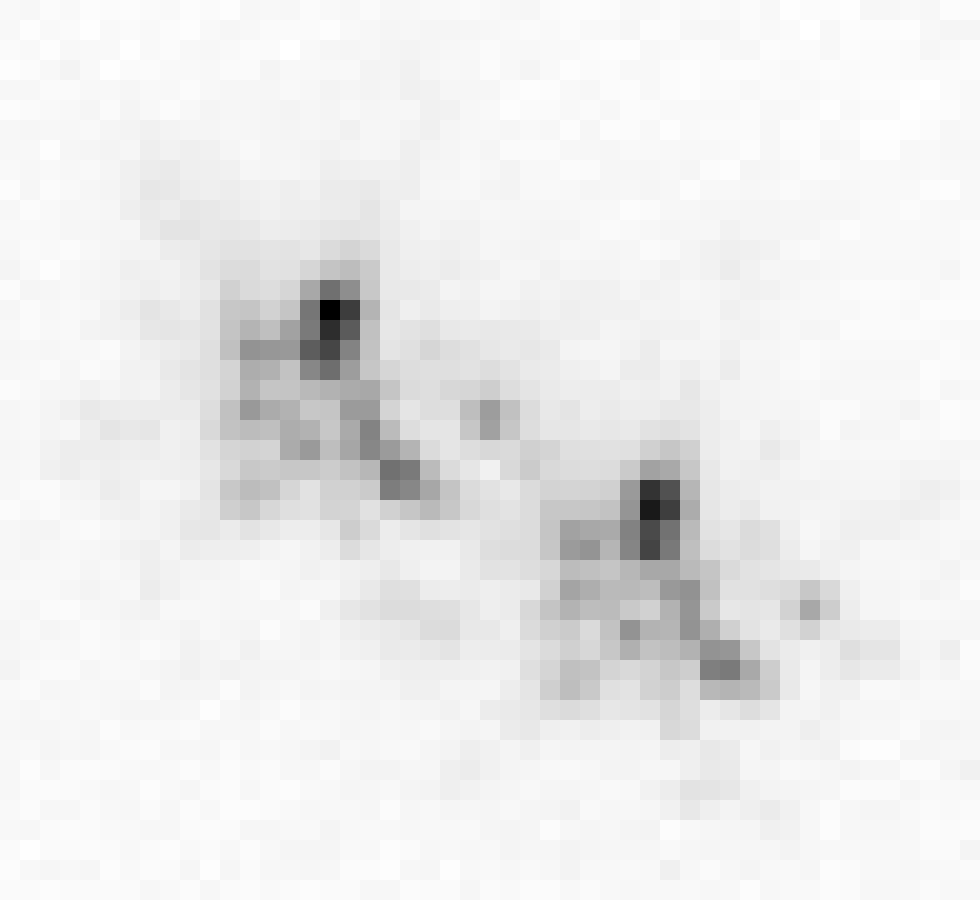
通過大氣觀察看到的雙星（在本例中為牧夫座ζ）的典型短曝光負片影像。每顆星都應顯示為單個 空氣模式，但大氣層導致兩顆恆星的圖像分裂成兩種「斑點」模式（一種模式在左上方，另一種在右下方）。由於所用相機的圖元大小較粗，因此在此圖像中很難辨認斑點（請參閱下面的模擬圖像以獲取更清晰的範例）。斑點快速移動，因此每顆恆星在長時間曝光圖像中都顯示為單個模糊斑點（稱為「視盤」）。所使用的望遠鏡直徑約為7r_{0}（參見下文r_{0}的定義，以及通過7r_{0}望遠鏡的模擬圖像示例）。

視寧度有幾種效果：
1. 它導致點源（英语：Point source）（如恆星）的圖像，在沒有大氣湍流的情況下，這些圖像將是穩定的由繞射產生的空氣圖案，分解成散斑圖案，這些圖案隨時間快速變化（產生的斑點圖像可以使用散斑成像進行處理）
2. 這些變化的斑點圖案的長時間曝光圖像會導致點源的圖像模糊，稱為「視盤」
3. 恆星的亮度似乎在稱為閃爍（scintillation）或閃爍（twinkling）的過程中波動
4. 視寧度導致天文干涉儀（英语：Astronomical interferometer）中的條紋快速移動
5. 通過大氣看到的大氣分佈（CN2配置檔如下所述）導致自適應光學系統中的圖像品質越差，參考星的位置離得越遠，圖像品質就越差

視寧度的影響間接導致了人們相信存在火星上的運河。在觀察像火星這樣的明亮物體時，偶爾會有一個靜止斑塊的空氣會出現在行星的前方，從而產生短暫的清晰時刻。在使用感光耦合元件之前，除了讓觀察者記住圖像並稍後繪製圖像外，沒有辦法在短暫的瞬間記錄行星的圖像。這樣做的效果是，行星的圖像依賴於觀察者的記憶和先入之見，這導致了人們對火星具有線性特徵的信念。
大氣對天文觀測的影響在整個可見光和近紅外波段的品質上是相似的。在大型望遠鏡中，長曝光圖像解析度通常在較長波長下略高，而舞蹈散斑圖案變化的時間尺度（t0 - 見下文）要低得多。

## 措施
關於天文台的視寧度情況，有三種常見的描述：
- 視盤的半峰全寬 （FWHM）
- 「r0」（湍流大氣中典型均勻空氣「塊」的大小[1]）和「t0」（湍流變化變得顯著的時間尺度）
- CN2輪廓

下面的章節將介紹這些內容：

### 視盤的半峰全寬（FWHM）
如果沒有大氣層，一顆恆星在由繞射確定的望遠鏡圖像中將具有表觀大小，即「艾里斑」，並且與望遠鏡的口徑成反比。然而，當光線進入地球大氣層時，不同的溫度層和不同的風速會使光波發生扭曲，從而導致恆星圖像的畸變。大氣的影響可以建模為湍流運動的空氣旋轉單元。在大多數天文台，湍流僅在尺度大於「r0時才顯著（見下文 – 在可見光波長範圍的最佳情況下，參數「r 0」為10–20 cm）。這限制了地基望遠鏡的解析度大致與天基10-20 cm望遠鏡給出的解析度相同。
畸變以高速率變化，通常超過每秒100次。在一張典型的恆星天文影像中，曝光時間為幾秒甚至幾分鐘，不同的畸變平均為一個被稱為「視盤」的填充盤。視盤的直徑，通常被定義為半峰全寬（FWHM），是天文觀測條件的度量。
根據這個定義，視寧度總是一個可變的量，因地而異，因夜而異，甚至在分鐘的尺度上也是可變的。天文學家經常談論平均視盤直徑較低的「好」夜晚，以及視盤直徑如此之高，以至於所有觀測都毫無價值的「壞」夜晚。

在高放大倍數下觀察恆星時，在望遠鏡上看到的影像的慢動作電影（負片）。所使用的望遠鏡的直徑約為7「r0」（見下文中「r0」的定義，以及通過7「r0」望遠鏡的模擬影像示例）。恒星分裂成多個斑點，這完全是大氣效應。一些望遠鏡的振動也很明顯。

視盤的半峰全寬（FWHM）（或簡稱為「seeing」）通常以弧秒為單位進行量測，縮寫為符號（”）。對於一般的天文站址來說，1.0”的視野是很好的；城市的環境通常要糟糕得多。視寧度好的夜晚往往是晴朗、寒冷、沒有陣風的夜晚。暖空氣上升（對流），使視寧度下降，風和雲也是如此。在最好的高海拔山頂，風帶來了以前從未與地面接觸過的穩定空氣，有時可以提供高達0.4”的視寧度。

### r0和t0
天文台的視寧度條件可以方便地用參數「r0」和「t0」來描述。
對於直徑小於「r0」的望遠鏡，長曝光影像的分辨率主要由繞射和艾里斑的大小决定，因此與望遠鏡直徑成反比。
對於直徑大於「r0」的望遠鏡，影像分辨率主要由大氣决定，與望遠鏡直徑無關，保持恆定在直徑等於「r0」的望遠鏡給出的值。「r0」也對應於湍流變得顯著的長度尺度（在良好的天文台，可見光波長為10-20 cm），「t00」對應於湍流變化變得顯著的時間尺度。「r0」决定了調適光學系統中所需致動器的間距，「t0」决定了補償大氣影響所需的校正速度。
參數「r0」和「t0」隨天文成像所用的波長而變化，允許使用大型望遠鏡在較長波長下進行稍高解析度的成像。
視寧度參數「r0」通常以大衛·弗萊德之名命名，稱為弗萊德參數。大氣時間常數「t0」通常以達里爾･格林伍德之名命名，稱為格林伍德時間常數。

#### r0和t0的數學描述

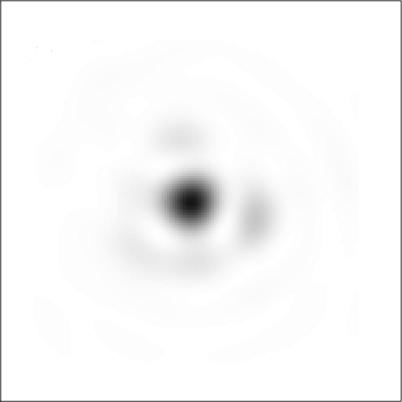
通過直徑為2「r_{0}」的地面望遠鏡顯示單顆（點狀）恆星的模擬負像。影像的模糊外觀是由於繞射，這導致恒星的外觀是一個艾里斑，其中心圓盤被微弱的光環環繞。大氣會使影像快速移動，因此在長時間曝光的照片中，它會顯得更加模糊。

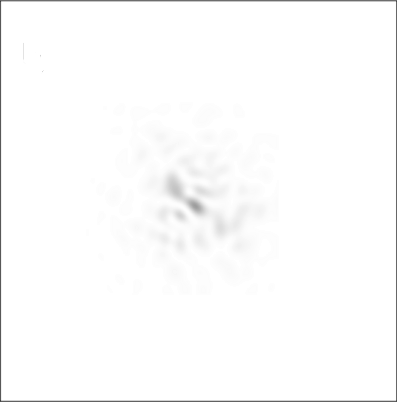
模擬的負像，顯示了通過直徑為7「r_{0}」的地面望遠鏡觀察到的單顆（點狀）恆星的樣子，與上面的2「r_{0}」影像具有相同的角度尺度。大氣使影像分解成幾個斑點（「斑點」）。斑點移動得非常快，因此在長時間曝光的照片中，恆星會看起來像一個模糊的斑點。

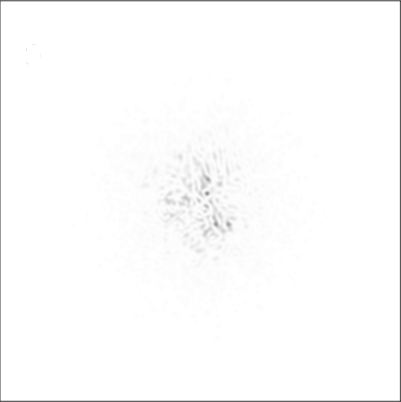
模擬的負像，通過直徑為20「r_{0}」的地面望遠鏡顯示單顆（點狀）恆星的樣子。大氣導致影像進一步霧化成許多斑點（「斑點」）。如上所述，斑點移動得非常快，因此在長時間曝光的照片中，恆星會看起來像一個模糊的斑點。

數學模型可以給出視寧度對通過地基望遠鏡拍攝的影像的影響的準確模型。三個模擬的短曝光影像通過三個不同直徑的望遠鏡顯示在右側（使用負像，更清楚地突出較暗的特徵：這是一種常見的天文慣例）。望遠鏡直徑是根據弗萊德參數{\displaystyle r_{0}}引用的（定義如下）。{\displaystyle r_{0}}是天文台常用的視寧度測量。在可見光的波長，典型在海平面的站址{\displaystyle r_{0}}從5 cm到最佳的20 cm。
實際上，影像中的斑點（「斑點」）模式變化得非常快，因此長曝光照片在每個望遠鏡直徑的中心只會顯示一個大的模糊斑點。長曝光影像中大的模糊斑點直徑（FWHM）稱為視盤直徑，與使用的望遠鏡直徑無關（只要不應用調適光學校正）。
首先，簡要概述光在大氣中傳播的基本理論是有用的。在標準經典理論中，光被視為場{\displaystyle \psi }中的振盪。對於來自遠處點源的單色平面波，波向量{\displaystyle \mathbf {k} }：
{\displaystyle \psi _{0}\left(\mathbf {r} ,t\right)=A_{u}e^{i\left(\phi _{u}+2\pi \nu t+\mathbf {k} \cdot \mathbf {r} \right)}}
此處{\displaystyle \psi _{0}}是位置{\displaystyle \mathbf {r} }和時間 {\displaystyle t}的複合場，其中實數部和虛數部對應於電場和磁場的分量， {\displaystyle \phi _{u}}>表示相位偏移，{\displaystyle \nu }是光的頻率由下式{\textstyle \nu ={\frac {1}{\pi }}c\left|\mathbf {k} \right|}確定， 和{\displaystyle A_{u}}是光的振幅。
在這種情況下，光子通量與振幅{\displaystyle A_{u}}的平方成正比，光學相位對應於{\displaystyle \psi _{0}}的複變元。當波陣面穿過地球大氣層時，它們可能會受到大氣折射率變化的干擾。本頁右上角的圖示意性地顯示了地球大氣中的湍流層在平面波陣面進入望遠鏡之前對其進行擾動。擾動波陣面{\displaystyle \psi _{p}}可以在任何給定時刻以以下管道與原始平面波陣面{\displaystyle \psi _{0}\left(\mathbf {r} \right)}相關：
{\displaystyle \psi _{p}\left(\mathbf {r} \right)=\left(\chi _{a}\left(\mathbf {r} \right)e^{i\phi _{a}\left(\mathbf {r} \right)}\right)\psi _{0}\left(\mathbf {r} \right)}
此處{\displaystyle \chi _{a}\left(\mathbf {r} \right)}表示波陣面振幅的分量變化，以及{\displaystyle \phi _{a}\left(\mathbf {r} \right)}是大氣引入的波前相位變化。>
重要的是要強調{\displaystyle \chi _{a}\left(\mathbf {r} \right)}和{\displaystyle \phi _{a}\left(\mathbf {r} \right)}描述地球大氣的影響，這些函數的任何變化的時間尺度將由大氣中折射率波動的速度决定。

#### 湍流的柯爾莫哥洛夫模型
塔塔爾斯基（英語：Tatarski）開發的柯爾莫哥洛夫模型提供了大氣引入的波前擾動性質的描述，部分基於俄羅斯數學家安德雷·柯爾莫哥洛夫對湍流的研究。該模型得到了各種實驗量測的支持，並且被廣泛用於天文成像的模擬。該模型假設波陣面擾動是由大氣折射率的變化引起的。這些折射率變化直接導致由{\displaystyle \phi _{a}\left(\mathbf {r} \right)}描述的相位波動，但任何振幅波動都只是在擾動波陣面從擾動大氣層傳播到望遠鏡時產生的二階效應。對於所有合理的地球大氣光學模型和紅外波長暫態成像效能主要由相位波動{\displaystyle \phi _{a}\left(\mathbf {r} \right)}决定。{\displaystyle \chi _{a}\left(\mathbf {r} \right)}描述的振幅波動對大型望遠鏡焦點處看到的影像結構的影響可以忽略不計。
為簡單起見，塔塔爾斯基模型中的相位波動通常被假設為具有高斯隨機分佈，具有以下二階結構函數：
{\displaystyle D_{\phi _{a}}\left(\mathbf {\rho } \right)=\left\langle \left|\phi _{a}\left(\mathbf {r} \right)-\phi _{a}\left(\mathbf {r} +\mathbf {\rho } \right)\right|^{2}\right\rangle _{\mathbf {r} }}
此處{\displaystyle D_{\phi _{a}}\left({\mathbf {\rho } }\right)}是孔徑平面中相距距離{\displaystyle {\boldsymbol {\rho }}}的波前兩部分相位之間的大氣誘導方差，{\displaystyle \langle \cdot \rangle }表示合奏平均值。
對於高斯隨機近似，塔塔爾斯基（1961）的結構函數可以用單個參數{\displaystyle r_{0}}來描述：
{\displaystyle D_{\phi _{a}}\left({\mathbf {\rho } }\right)=6.88\left({\frac {\left|\mathbf {\rho } \right|}{r_{0}}}\right)^{5/3}}
{\displaystyle r_{0}}表示相位波動的「强度」，因為它對應於圓形望遠鏡孔徑的直徑，在該孔徑處，大氣相位擾動開始嚴重限制影像分辨率。在良好站址的I波段（波長900 nm）觀測的典型{\displaystyle r_{0}}值為20-40cm。{\displaystyle r_{0}}也對應於孔徑直徑，在孔徑上平均的波前相位的方差{\displaystyle \sigma ^{2}}近似為統一：
{\displaystyle \sigma ^{2}=1.0299\left({\frac {d}{r_{0}}}\right)^{5/3}}
這個方程式代表了{\displaystyle r_{0}}的常用定義，這是一個經常用於描述天文台大氣條件的參數。
{\displaystyle r_{0}}可以從量測的CN2輪廓（見下所述）中確定，如下所示：
{\displaystyle r_{0}=\left(16.7\lambda ^{-2}(\cos \gamma )^{-1}\int _{0}^{\infty }C_{N}^{2}(h)dh\right)^{-3/5}}
其中的湍流强度{\displaystyle C_{N}^{2}(h)}是望遠鏡高度{\displaystyle h}的函數，隨其變化而變化，{\displaystyle \gamma }是天文源與天頂（直接在頭頂上方）的角距離
如果假設湍流演變發生在緩慢的時間尺度上，那麼r0簡單的與平均風速除以時間尺度t0成正比。
高斯隨機湍流引起的折射率波動可以使用以下演算法進行模擬：
{\displaystyle \phi _{a}(\mathbf {r} )={\mbox{Re}}[{\mbox{FT}}[R(\mathbf {k} )K(\mathbf {k} )]]}
其中{\displaystyle \phi _{a}(\mathbf {r} )}是大氣湍流引入的光學相位誤差，R (k)是獨立隨機複數的二維方陣，其在零和白噪聲譜附近具有高斯分佈，K (k)為Kolmogorov（或Von Karman）譜預期的（真實）傅立葉振幅，Re[]表示取實部，FT[]表示所得二維方陣的離散傅裡葉變換（通常是FFT）。
[[File:Not telescope sunset 2001.jpg|thumb|因為地面的空氣通常更具對流性，因此天文台通常都位於山頂。微風從雲層和海洋上方帶來穩定的空氣，通常提供最佳的視寧度條件（望遠鏡顯示：NOT）。

#### 湍流間歇性
塔塔爾斯基模型中的相位波動具有高斯隨機分佈的假設通常是不切實際的。事實上，湍流表現出間歇性。
湍流强度的這些波動可以直接模擬如下：
{\displaystyle \phi _{a}(\mathbf {r} )=\operatorname {Re} [{\mbox{FT}}[(R(\mathbf {k} )\otimes I(\mathbf {k} ))K(\mathbf {k} )]]}
此處I(k)是表示間歇頻譜的二維陣列，其維度與R(k)相同，以及在哪裡{\displaystyle \otimes }表示卷積。間歇性用湍流强度的波動來描述{\displaystyle C_{n}^{2}}。可以看出，上述高斯隨機情况的方程只是該方程的特例，其中：
{\displaystyle I(k)=\delta (|k|)}
此處{\displaystyle \delta ()}是狄拉克δ函數。

### C2n剖面
通過生成湍流强度隨高度變化的剖面，稱為{\displaystyle C_{n}^{2}}剖面，可以更全面地描述天文台的視寧度。在决定特定望遠鏡所需的自我調適光學系統類型時，或者在决定特定位置是否是建立新天文台的好地點時，通常會進行{\displaystyle C_{n}^{2}}剖面分析。通常，同時使用多種方法來量測{\displaystyle C_{n}^{2}}剖面，然後進行比較。一些最常見的方法包括：
1. SCIDAR：對星光閃爍中的「陰影模式」進行成像
2. LOLAS：一種用於低空剖面量測的SCIDAR小孔徑變體
3. SLODAR
4. MASS
5. MooSci：用於地面剖面量測的11通道月球閃爍儀[10]
6. 湍流雷達測繪
7. 氣球溫度計：用於量測湍流引起的空氣溫度隨時間波動的速度
8. V2精密資料獲取中心（英語：Precision Data Collection Hub，PDCH）：帶溫差感測器，用於量測大氣湍流

還有描述{\displaystyle C_{n}^{2}}剖面的數學函數。有些是基於實測數據的實證擬合，而另一些則試圖融入理論元素。大陸陸塊的一個常見模型，以兩名研究人員的名字命名，被稱為胡夫納格爾-瓦利模型（英語：Hufnagel-Valley，H-V）。

## 緩解措施

月球表面的動畫影像，顯示了地球大氣層對視圖的影響。

這個問題的第一個答案是散斑成像，它允許以繞射限制的角分辯率觀察到具有簡單形態的明亮物體。後來出現了太空望遠鏡，如NASA的哈伯太空望遠鏡，它們在大氣層外工作，因此沒有任何視寧度的問題，並首次允許觀測微弱的目標（然而由於哈伯望遠鏡的口徑較小，其分辯率比地面望遠鏡對亮源的散斑觀測低）。目前分辯率最高的可見光和紅外影像來自光學成像天文干涉儀，如海軍原型光學干涉儀或劍橋光學孔徑合成望遠鏡，但這些只能用於非常明亮的恆星。
從1990年代開始，許多望遠鏡已經開發出部分解决視寧度問題的調適光學系統。迄今為止建造的最好的系統，如歐洲南方天文台的光譜偏振高對比系外行星研究（縮寫：SPHERE）VLT和雙子星天文台的雙子行星成像儀（縮寫：GPI），在2.2微米的波長下實現了90%的斯特雷爾率，但一次只能在天空的一個非常小的區域內實現。

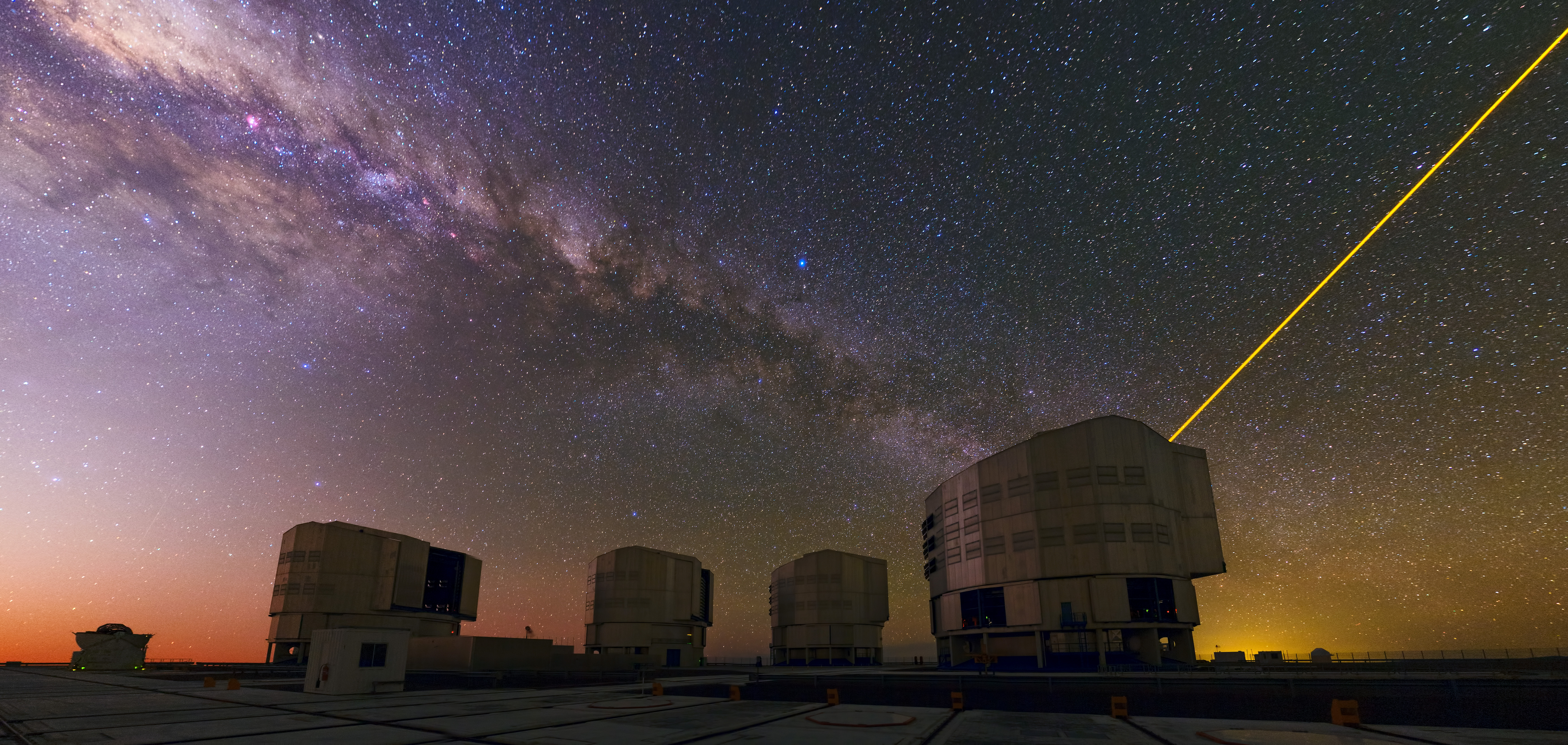
天文學家可以通過發射强大的雷射來校正大氣造成的模糊，從而利用人造恆星。

通過使用與幾個大氣高度共軛的多個可變形反射鏡並量測湍流的垂直結構，可以獲得更寬的視場，這是一種稱為多共軛調適光學的科技。

另一種更便宜的技術，幸運成像，在較小的望遠鏡上取得了良好的效果。 這個想法可以追溯到戰前用肉眼觀察到美好的時刻，隨後在第二次世界大戰之後，在電影膠片上觀察行星。該技術依賴於這樣一個事實，即每隔一段時間，大氣的影響就可以忽略不計，因此，通過實時記錄大量圖像，可以挑選出「幸運」的優秀圖像。當望遠鏡孔徑上方的r0大小斑塊的尺度不太大時，這種情況會更頻繁地發生，因此該技術對於非常大的望遠鏡來說會失效。儘管如此，在某些情況下，它的性能仍優於調適光學器件，並且業餘愛好者可以使用。此外，它需要比調適光學更長的觀察時間來成像微弱的目標，並且其最大解析度受到限制。

## 外部連結
- Free 72-hour seeing prediction for every location on Earth (Click on 'Outdoor & Sports' and then 'Astronomy Seeing')
  - Example: San Pedro de Atacama (Chile)
- The Royal Astronomical Society of Canada Calgary Centre - Atmospheric "Seeing" （页面存档备份，存于）. Includes animated illustrations of effects of seeing.
- Seeing forecasts for North America 的存檔，存档日期2007-02-06.
- Seeing forecasts for Mauna Kea, Hawaii （页面存档备份，存于）